# Pietro Sbalzarini
Pietro Sbalzarini (Cremona, 25 dicembre 1905 – ...) è stato un calciatore italiano, di ruolo centrocampista.

## Carriera
Giocò in Serie A con la Cremonese.